# Huligal
Huligal é uma panchayat (vila) no distrito de The Nilgiris, no estado indiano de Tamil Nadu.

## Demografia
Segundo o censo de 2001,  Huligal  tinha uma população de 17,048 habitantes. Os indivíduos do sexo masculino constituem 50% da população e os do sexo feminino 50%. Huligal tem uma taxa de literacia de 74%, superior à média nacional de 59.5%: a literacia no sexo masculino é de 83% e no sexo feminino é de 66%. Em Huligal, 10% da população está abaixo dos 6 anos de idade.